# Biblioteka Narodowa Uzbekistanu
Biblioteka Narodowa Uzbekistanu – biblioteka narodowa działająca w Taszkencie stolicy Uzbekistanu.

## Historia
Biblioteka została otwarta w maju 1870 roku jako biblioteka publiczna. Jej zbiory liczące 2200 woluminów powstały dzięki darowiznom takich instytucji jak Ministerstwo Edukacji czy Rosyjskie Towarzystwo Geograficzne. O pomoc w jej utworzeniu do rosyjskich towarzystw zwrócił się 16 sierpnia 1867 roku gubernator Turkiestanu. W 1920 roku otrzymała status biblioteki państwowej. W 1948 roku została nazwana imieniem Ali Szer Nizamaddin Nawoi.12 kwietnia 2002 Rada Ministrów Uzbekistanu przyjęła uchwałę o utworzeniu Biblioteki Narodowej im. Ali Szer Nizamaddina Nawoi. Biblioteka jest członkiem międzynarodowych organizacji bibliotecznych takich jak: IFLA, Eurasian Library Association i inne.

## Zbiory
Zbiory liczące w momencie powstania 2200 woluminów rozrastały się i w 1925 roku liczyły 140 000 woluminów. Od 1920 roku biblioteka miała prawo do otrzymywania egzemplarza obowiązkowego publikacji z Turkiestanu. Po zakończeniu II wojny światowej, aby uzupełnić zbiory biblioteka nawiązała współpracę z bibliotekami w Bułgarii, Węgrzech, Niemieckiej Republice Demokratycznej, Polsce, Rumunii i Czechosłowacji, Wielkiej Brytanii, Stanach Zjednoczonych, Francji, Republiki Federalnej Niemiec, Japonii i innymi. Z państw należących do bloku wschodniego napływały darowizny. W 1948 roku powstał dział wydawnictw rzadkich i starodruków liczący ponad 2000 woluminów. W jego zbiorach jest ponad 16 000 woluminów cennych druków i rękopisów, a całość kolekcji liczy 250 000 woluminów. Obecnie (2011) zbiory biblioteki liczą 10 milionów woluminów.

## Budynek
W 1948 roku biblioteka otrzymała nowy 3-piętrowy budynek z czytelnią dla 350 czytelników. W 2011 roku została otwarta w centrum Taszkientu nowa siedziba biblioteki o powierzchni 38 000 m², którego projekt opracował M.G. Burlakov. W budynku znalazło się 13 czytelni, ponad 200 publicznych terminali komputerowych i centrum konferencyjne na 1200 miejsc.